# Fyrstendømmet Leiningen
Fyrstendømmet Leiningen (tysk: Fürstentum Leiningen) var et kortlivet suverænt fyrstendømme i det sydlige Tyskland, der eksisterede fra 1803 til 1806. Dets område lå hovedsageligt i den nordlige del af den nuværende tyske delstat Baden-Württemberg mens en mindre del lå i den nuværende delstat Bayern. Den lille by Amorbach var fyrstendømmets hovedstad, og byens tidligere kloster var residens for fyrsten.

## Historie

### Oprettelse af fyrstendømmet Leiningen
I 1779 blev greve Carl Friedrich Wilhelm af Leiningen-Dagsburg-Hardenburg (1724–1807) udnævnt til rigsfyrste. Under Revolutionskrigene (1792–1803) erobrede og annekterede Frankrig de tyske stater vest for Rhinen. De fordrevne fyrster fik løfte om kompensation med territorier øst for Rhinen. I Slutrapport fra den ekstraordinære rigsdag i 1803 blev de kirkelige stater nedlagte, og deres territorier blev fordelte mellem de verdslige fyrster. Fyrst Carl Friedrich Wilhelm af Leiningen-Dagsburg-Hardenburg fik tildelt et område, der tidligere delvist tilhørte ærkebiskoppen af Mainz og biskoppen af Würzburg. Han antog titlen Rigsfyrste til Leiningen, pfalzgreve til Mosbach, greve til Düren, herre til Miltenberg, Amorbach, Bischofsheim, Boxberg, Schüpf og Lauda.

### Mistet selvstændighed
Rhinforbundet blev oprettet i 1806, og samtidigt blev Fyrstendømmet Leiningen mediatiseret og underlagt Storhertugdømmet Baden. I 1810 blev Leiningen overflyttet til Storhertugdømmet Hessen, og i 1816 blev Leiningen en del af Kongeriget Bayern.

### Mediatiseret fyrstendømme
Mellem 1818 og 1918 var fyrsterne af Leiningen standsherrer og arvelige medlemmer af Bayerns rigsråd (førstekammeret i landdagen). Fyrsterne mistede deres privilegier, da monarkierne blev afskaffet i Tyskland ved Novemberrevolutionen i 1918. Uofficielt fortsætter brugen af fyrstetitlen dog, også efter 1918.

## Fyrster til Leiningen
- 1803–1807 : Carl Friedrich Wilhelm, 1. Fyrste til Leiningen (1724–1807)

⚭ 1749 med Christiane Wilhelmine, Grevinde til Solms-Rödelheim
- 1807–1814 : Emich Carl, 2. Fyrste til Leiningen (1763–1814)

⚭ 1. gang 1787 med Henriette, Grevinde Reuß til Lobenstein-Ebersdorf
⚭ 2. gang 1803 med Victoria, Prinsesse af Sachsen-Coburg-Saalfeld
- 1814–1856 : Karl, 3. Fyrste til Leiningen (1804–1856)

⚭ 1829 med Maria, Grevinde von Klebelsberg
- 1856–1904 : Ernst, 4. Fyrste til Leiningen (1830–1904)

⚭ 1858 med Marie, Prinsesse af Baden
- 1904–1918 : Emich Eduard Carl, 5. Fyrste til Leiningen (1866–1939)

⚭ 1894 med Feodora, Prinsesse til Hohenlohe-Langenburg